# 本蘭ゴシック
本蘭ゴシック（ほんらんゴシック）は、写研の電算写植システム用角ゴシック体で、同社最後の新書体となった。

## 概要
ゴナ以外に極太ゴシック体を持たなかった写研が、自社の本蘭明朝との混植を念頭にデザインした角ゴシック体である。
当時の写研文字開発部では鈴木勉ら主力の書体デザイナーが次々に退社する中、1995年の写研創業70周年をめどとして、本蘭明朝と同一のコンセプトに基づくデザインで開発が進行していた。しかしワンマン経営で知られた社長の石井裕子（1926年-2018年）が、写研伝統の石井中太ゴシック体に合わせたデザインに変更するよう命じたためやり直しとなり、コンピューター環境の進歩で原字のデジタルデータ修整が容易になったにもかかわらず石井がこれを認めず、アナログ出力したものを手作業修整して再度デジタル化する従来工程の厳守を命じたことも重なり、創業70周年には間に合わなかった。
1997年に極太のUのみを発表（UHG）。1999年には8種類のウェイトを持つファミリー展開の制作作業が終了し、当初の予定より5年遅れの2000年に発売した。このときUのデザインが変更されたため（UHGA）、同じ本蘭ゴシックUでもUHGとUHGAでは複数の文字で形が異なる。
当時の写研全製品の命名権は社長の石井裕子にあり、「本」は本文組用、「蘭」は、蘭を好んだ自身の社長時代に作られたことを示していた。写研は本文から見出しまで幅広く活用できる書体として10年間をかけて完成に至ったとし、広告では『二千年ゴシック』と銘打って「二十世紀文字文化隆盛のムーヴメントの中心になる写研が、千年紀末に掲げる和文書体」とうたった。
しかしこのころ日本の印刷デザインの現場では、すでに高コストの電算写植から低コストのDTPへの移行が進んでいたにもかかわらず、写研は石井裕子の方針で本書体についても他書体と同様に、販売したのちも印字1文字ごとにレンタル料を従量課金して徴収し続けることができる自社製電算写植システム用デジタルフォントとしてのみ製品化。手動写植機用文字盤やDTP向けフォントの製品化は行わなかったことから、出版などの現場における実際の使用は発売後数年間の少数例にとどまった。

## ファミリー構成
- 本蘭ゴシックL （LHGA）
- 本蘭ゴシックM （MHGA）
- 本蘭ゴシックD （DHGA）
- 本蘭ゴシックDB（DBHGA）
- 本蘭ゴシックB （BHGA）
- 本蘭ゴシックE （EHGA）
- 本蘭ゴシックH （HHGA）
- 本蘭ゴシックU （UHGA）

リリース年はいずれも1999年